# Svárov (district de Kladno)
Pour les articles homonymes, voir Svárov.
Svárov (en allemand : Swarau) est une commune du district de Kladno, dans la région de Bohême-Centrale, en République tchèque. Sa population s'élevait à 608 habitants en 2020.

## Géographie
Svárov se trouve à 3 km au sud-ouest du centre de Unhošť, à 10 km au sud-sud-est de Kladno et à 21 km à l'ouest de Prague.

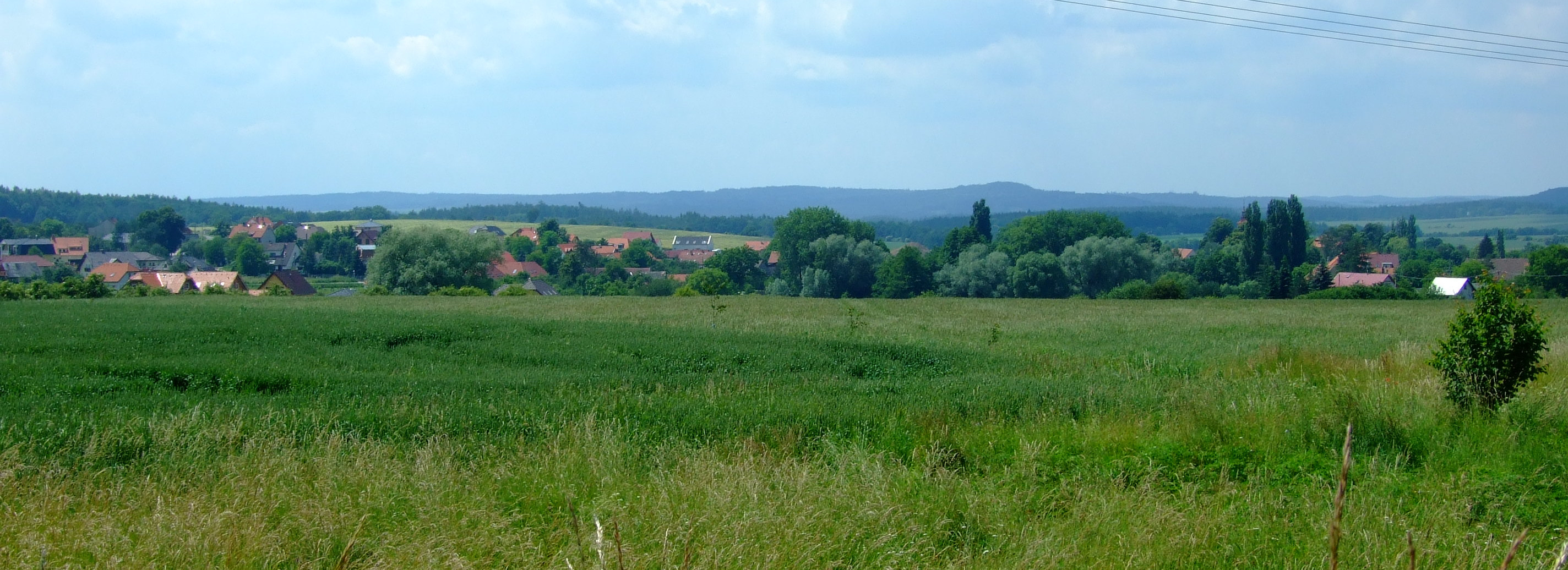
Vue générale de Svárov.

La commune est limitée par Unhošť à l'ouest et au nord, par Červený Újezd à l'est, par Ptice et Chyňava au sud.

## Histoire
La première mention écrite de la localité date de 1249.